# Dorfkirche Prötzel

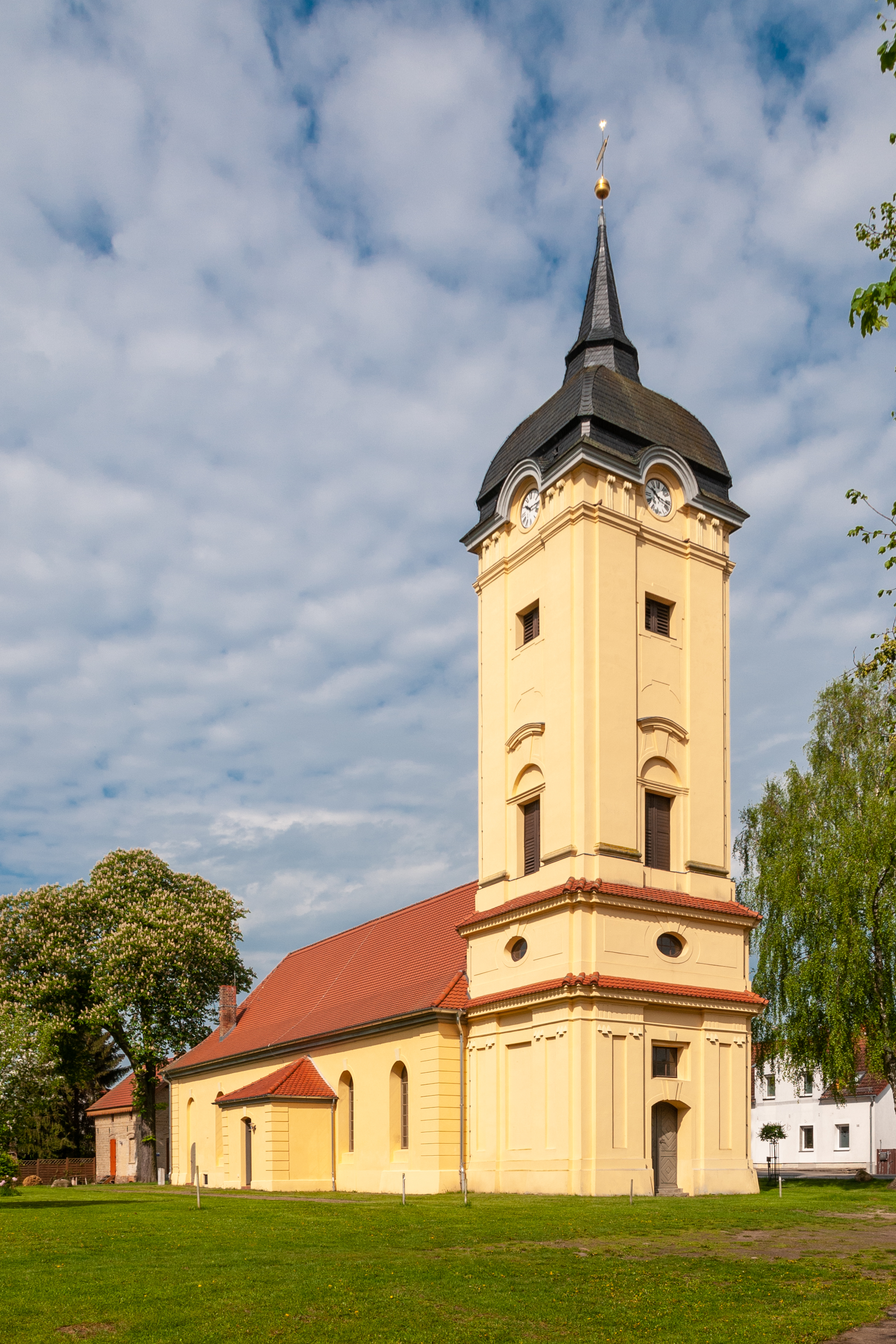
Dorfkirche Prötzel

Die evangelische, denkmalgeschützte Dorfkirche Prötzel steht in Prötzel, einer Gemeinde im Landkreis Märkisch-Oderland in Brandenburg. Die Kirche gehört zum Kirchenkreis Oderland-Spree der Evangelischen Kirche Berlin-Brandenburg-schlesische Oberlausitz.

## Beschreibung
Die barocke Saalkirche wurde 1697/98 nach einem Dorfbrand von 1660 mit Teilen der Feldsteinkirche von 1375 neu errichtet. Sie wurde 2011 saniert. Der ehemalige Kirchturm im Westen des Langhauses wurde 1770 durch einen im Osten ersetzt, der eine bessere Sicht zum Herrenhaus hat. Der Putz des quadratischen, mit einer Welschen Haube bedeckten Kirchturms ist barock gegliedert.
Im mit einer Flachdecke überspannten Innenraum befindet sich an der Westwand der Eingang zur Gruft für die Großgrundbesitzer. Die Orgel wurde 1959 von Karl Gerbig gebaut. Eine Glocke von 1960 stammt aus der Glockengießerei Schilling & Lattermann aus Apolda. Sie steht gesondert unter Denkmalschutz.